# Guarda Presidencial Líbia
Guarda Presidencial Líbia foi criada em maio de 2016 pelo Governo do Acordo Nacional, reconhecido internacionalmente, para proteger políticos, edifícios governamentais e outros "locais sensíveis, incluindo fronteiras marítimas, aéreas e terrestres, fontes e usinas de abastecimento de água e de  eletricidade". A Guarda Presidencial pretende ser uma força politicamente neutra, não afiliada a nenhuma das facções da guerra civil. Em junho de 2017, foi relatado que a Guarda possuía 4.000 recrutas em Trípoli em diferentes missões.
Membros da Guarda Presidencial estiveram supostamente envolvidos em um escândalo de corrupção.